# Ctenognophos aexaria
Ctenognophos aexaria är en fjärilsart som beskrevs av Walker 1860. Ctenognophos aexaria ingår i släktet Ctenognophos och familjen mätare. Inga underarter finns listade i Catalogue of Life.